# Полунепарная вена
Полунепарная вена (лат. vena hemiazygos), или левая, или малая непарная вена — продолжение в грудную полость левой восходящей поясничной вены (лат. v. lumbalis ascendens sinistra). Через диафрагму, а именно мышечные пучки левой ножки диафрагмы, полунепарная вена проходит из брюшной полости в грудную полость.

## Притоки
Полунепарная вена тоньше, чем рядом лежащая непарная вена, т.к. в неё впадает лишь 4—5 нижних левых задних межреберных вен. 
В полунепарную вену впадают идущая сверху вниз добавочная полунепарная вена (лат. vena hemiazygos accessoria), которая принимает 6—7 верхних межреберных вен, а также пищеводные и медиастинальные (средостенные) вены. Главными притоками являются задние межреберные вены, каждая из которых анастомозирует с одной из передних межреберных вен, притоков внутренней грудной вены. Таким образом, венозная кровь может оттекать от стенок грудной полости и назад, в непарную и полунепарную вены, и вперед, во внутренние грудные вены.